# Овіго (селище, Нью-Йорк)
Овіго (англ. Owego) — селище (англ. village) в США, в окрузі Тайога штату Нью-Йорк. Населення — 3654 особи (2020).

## Географія
Овіго розташоване за координатами 42°6′16″ пн. ш. 76°15′44″ зх. д. / 42.10444° пн. ш. 76.26222° зх. д. (42.104560, -76.262227).  За даними Бюро перепису населення США в 2010 році селище мало площу 6,91 км², з яких 6,36 км² — суходіл та 0,56 км² — водойми.

## Демографія
Згідно з переписом 2010 року, у селищі мешкало 3896 осіб у 1678 домогосподарствах у складі 938 родин. Густота населення становила 564 особи/км².  Було 1873 помешкання (271/км²).
Расовий склад населення:
| - 93,8 % — білих - 1,7 % — чорних або афроамериканців - 1,5 % — азіатів - 0,3 % — корінних американців |

До двох чи більше рас належало 1,9 %. Частка іспаномовних становила 2,4 % від усіх жителів.
За віковим діапазоном населення розподілялося таким чином: 23,0 % — особи молодші 18 років, 61,1 % — особи у віці 18—64 років, 15,9 % — особи у віці 65 років та старші. Медіана віку мешканця становила 39,6 року. На 100 осіб жіночої статі у селищі припадало 95,3 чоловіків;  на 100 жінок у віці від 18 років та старших — 88,0 чоловіків також старших 18 років.
Середній дохід на одне домашнє господарство  становив 59 684 долари США (медіана — 47 760), а середній дохід на одну сім'ю — 80 938 доларів (медіана — 65 959). Медіана доходів становила 42 102 долари для чоловіків та 43 179 доларів для жінок. За межею бідності перебувало 13,4 % осіб, у тому числі 7,5 % дітей у віці до 18 років та 7,6 % осіб у віці 65 років та старших.
Цивільне працевлаштоване населення становило 1977 осіб. Основні галузі зайнятості: освіта, охорона здоров'я та соціальна допомога — 22,5 %, роздрібна торгівля — 20,6 %, мистецтво, розваги та відпочинок — 15,1 %.